# Terme di Agrippa
Le Terme di Agrippa erano un complesso termale di Roma antica, inaugurate nel Campo Marzio nel 12 a.C. ad opera di Marco Vipsanio Agrippa e alimentate dall'Acqua Vergine. Si trattava del primo edificio termale pubblico della città, ed era situato subito a nord dell'attuale Largo di Torre Argentina, tra Corso Vittorio Emanuele, via di Santa Chiara e via dei Cestari.

## Storia
Furono costruite a partire dal 25 a.C. e nel 19 a.C. entrò in funzione l'acquedotto che le alimentava. Restaurate dopo l'incendio dell'80, che le danneggiò gravemente, vennero ancora ristrutturate da Tito, da Domiziano e da Adriano, quando mise mano anche al vicino Pantheon, opera sempre di Agrippa. Altri restauri si ebbero in età severiana, sotto Massenzio e nel 344-345, da parte di Costante I e Costanzo II.
Sidonio Apollinare le descrive come ancora funzionanti nel V secolo, ma cadute in abbandono probabilmente già nel VII secolo cominciarono ad essere smantellate per il riciclo dei materiali edilizi. È attestata nelle vicinanze una "calcara" per la riduzione in calce dei marmi. L'opera di distruzione si protrasse per tutto il Medioevo e oltre, anche a causa del consistente popolamento dell'area del Campo Marzio.

## Descrizione
La pianta delle Terme di Agrippa ci è nota da un frammento della Forma Urbis e da disegni di epoca rinascimentale, anche se ci sono forti probabilità che il disegno noto risalga non alla struttura originaria, bensì ai restauri di epoca adrianea e severiana. A questi ultimi, in particolare, sembrano infatti risalire i resti ancora esistenti.
L'edificio misurava complessivamente tra gli 80 e i 100 metri in larghezza (sull'asse est-ovest) e circa 120 di lunghezza; a differenza delle vicine terme neroniane, l'impianto era ancora di tipo "repubblicano" (come negli edifici di Pompei, quali le "Terme Stabiane"), con ambienti accostati senza uno schema preciso attorno a una grande sala circolare, del diametro di 25 metri: una metà di essa, alta circa 10 m. fino all'inizio della cupola, è ancora conservata e viene popolarmente chiamata "Arco della Ciambella" (pertinente probabilmente ai restauri del II o III secolo). 
Le terme erano decorate da numerose statue famose, tra le quali l'"Apoxyómenos" (l'"Atleta che si deterge"), posta all'ingresso della struttura, e un leone giacente, entrambe di Lisippo. Plinio il Vecchio riferisce comunque di ambienti ornati "con magnificenza". Alla sua morte Agrippa lasciò le terme in eredità e libero uso al popolo romano, che le considerò sempre come una sua proprietà privata, al punto che quando l'imperatore Tiberio trasferì l'"Apoxyómenos" nella propria residenza, fu presto costretto a restituirlo a rischio di una sollevazione popolare.
Accanto alle Terme si trovava un laghetto artificiale (lo "stagnum Agrippae"), alimentato sempre dall'Acqua Vergine e posto un po' più a ovest, tra le attuali via de' Nari e Corso Vittorio Emanuele. Ricavato dalla regolarizzazione del bacino naturale della Palus Caprae, doveva svolgere le funzioni di natatio (piscina per il nuoto) per le terme. Da qui partiva l'euripo che attraversava tutto il Campo Marzio e si gettava nel Tevere vicino all'attuale Ponte Vittorio Emanuele II.
Dalle terme proviene il Pignone oggi nei Musei Vaticani.
| Planimetria del Campo Marzio centrale |
| --- |
| Terme di Nerone Stadio di Domiziano Pantheon Basilica di Nettuno Terme di Agrippa Stagnum ? Odeon di Domiziano Insulae d'epoca adrianea Magazzini ? Magazzini ? Magazzini ? Saepta Iulia Diribitorium Porticus Divorum Aqua Virgo Arco di Claudio Porticus Vipsania Caserma della I coorte dei Vigiles Iseum Tempio di Minerva Calcidica Ara di Marte Via Flaminia Via Flaminia Tempio di Adriano Tempio di Matidia Teatro di Pompeo Templi di Largo Argentina Portico di Minucio Colonna di Marco Aurelio T. di M.Aurelio e Faustina (?) Arco di M.Aurelio (?) Colonna di Antonino Pio Ustrino di Faustina maggiore Ustrino di Faustina minore Via Recta Portico e tempio del Bonus Eventus Portico di Pompeo Arcus Novus Portico di Meleagro Portico degli Argonauti Piazza della Rotonda Villa Publica |